# 田中麗奈
田中 麗奈（たなか れな、1980年5月22日 - ）は、日本の女優。福岡県久留米市出身。身長158センチメートル、血液型はA型。テンカラット所属。

## 来歴
5歳の時から既に女優を志し、小学6年生の頃から実際にオーディションを受け始める。
高校在学中の1998年に放送されたサントリーのジュース「なっちゃん」のCMの初代キャラクターで人気を集めた。
週刊ファミ通 1999年12月31日号、No576の表紙を飾った。この年にOver Time-オーバー・タイムでドラマデビューするが、映画を中心に活動しその後2005年までドラマ出演がなかった。
2006年、主演映画『暗いところで待ち合わせ』で孤独な盲目女性役を演じた。この映画で共演したチェン・ボーリンとは同年『幻遊伝』でも再度共演した。さらに同年広島原爆をテーマとするこうの史代作の漫画『夕凪の街 桜の国』に惚れ込んで同作の映画化に出演を希望、それまでで最も社会性の強い作品のヒロインを演じる。この頃、海外への進出にも力を入れた。
2007年、『ゲゲゲの鬼太郎』初の実写映画で猫娘を演じた。
2008年、『犬と私の10の約束』『山桜』『築地魚河岸三代目』といった映画に主演。『ゲゲゲの鬼太郎 千年呪い歌』では前作に引き続き猫娘を演じる。4月からは主要キャストとしては連続ドラマ初登場となる『猟奇的な彼女』（TBS）に出演した。10月、向田邦子の小説を原作に劇団ONEOR8がプロデュース公演を行う『思い出トランプ』で舞台に初挑戦。
2010年11月9日、出身地の久留米市より、2011年春の九州新幹線鹿児島ルートの全線開業に伴う同市のPR事業のため「久留米ふるさと特別大使」に任命された。
2015年1月期は、連続ドラマ主演2本掛け持ちという形になった（『徒歩7分』（NHK BSプレミアム）と『美しき罠〜残花繚乱〜』（TBS））。
私生活では、友人の紹介で知り合い2015年夏より交際していた東京都内の病院に勤務する5歳年上の医師と、半年の交際期間を経て2016年2月5日に結婚。
2019年8月26日、第1子妊娠を報告。同年12月24日、第1子出産を報告。

## 人物・エピソード
- 特技は茶道（裏千家中級）[1]、中国語[1]。
- 極度の方向音痴である。「とんでもない方向音痴なんです。例えばテレビ局のトイレに行って出た瞬間、もうどっちから来たかわからない（笑）。ロケ現場とかでも本当に迷子になっちゃうので、マネージャーが近くで“こちらです………”と。治る薬があれば飲みたいくらいです（笑）」と語っている[9]。
- 結婚後は魚を毎日食べるようにしている。その理由を「お魚を意識的に食べるようにしています。以前、中国語ですごい分量のセリフを言わなきゃいけないことがあって、どうにかして記憶力を高めたり、頭を効率良く働かせたいなと。もう食事から変えようと思って調べたら、魚が脳の活性化にいいなどと書いてあったので。お肉の代わりにマグロにしたり、シラスを冷凍しておいて和え物にかけたり。毎日、何かしらで摂るようにしています」と説明している[9]。

## 出演

### 映画
- スーパー・ハイスクール・ギャング（1995年4月15日） - 妖精A 役
- がんばっていきまっしょい（1998年9月、東映） - 主演・篠村悦子（悦ネエ）役
- GTO（1999年12月、東映） - 桂木綾乃 役
- はつ恋（2000年4月1日、東映） - 主演・会田聡夏 役
- ざわざわ下北沢（2000年） - 令子 役
- ekiden 駅伝（2000年、東映） - 医学部研究生・八木沢さおり 役
- 好き（2000年11月24日から2001年3月31日まで配信していた、3話構成のインターネット映画 / クリックシネマ[10]）
- 東京マリーゴールド（2001年5月12日、「ほんだし」発売30周年記念作品） - 主演・酒井エリコ 役
- 玩具修理者（2002年1月1日、ロケ期間は2日間）
- 13階段（2003年、東宝） - 南郷杏子 役
- きょうのできごと（2004年、コムストック） - 真紀 役
- ドラッグストア・ガール（2004年、松竹） - 主演・大林恵子 役
- NIN×NIN 忍者ハットリくん THE MOVIE（2004年、東宝） - ミドリ 役
- 鉄人28号（2005年、松竹） - 芹沢明日香（キャスター） 役
- 姑獲鳥の夏（2005年） - 中禅寺敦子 役
  - 魍魎の匣（2007年12月22日、松竹・東急）
- レーシング・ストライプス（2005年）※吹き替え
- 容疑者 室井慎次（2005年、東宝） - 小原久美子（弁護士） 役
- 幻遊伝（2006年） - シャオディエ / 青醍子 役（二役）[3]
- 暗いところで待ち合わせ（2006年、ファントム・フィルム） - 主演・本間ミチル 役
- ゲゲゲの鬼太郎（2007年、松竹） - 猫娘 役
  - ゲゲゲの鬼太郎 千年呪い歌（2008年7月12日、松竹）
- 夕凪の街 桜の国（2007年7月28日、7月21日広島先行ロードショー） - 主演・石川七波 役
- 逃亡くそたわけ（2007年10月20日、シネハウス） - 派手な女 役（特別出演）
- 銀色のシーズン（2008年1月12日、東宝） - 綾瀬七海 役
- 犬と私の10の約束（2008年3月15日、松竹） - 主演・斉藤あかり 役
- 山桜（2008年5月31日、東京テアトル） - 主演・磯村野江 役
- 築地魚河岸三代目（2008年6月7日、松竹） - 鏑木明日香 役
- よなよなペンギン（2009年12月、松竹） - チャリー 役（声の出演）
- FLOWERS -フラワーズ-（2010年6月12日、東宝） - 翠 役
- 森崎書店の日々 （2010年10月23日、ファントム・フィルム） - トモコ 役
- 源氏物語 千年の謎（2011年12月10日、東宝） - 六条御息所 役
- 聯合艦隊司令長官 山本五十六（2011年12月23日、東映） - 神埼芳江 役[11]
- 麒麟の翼 〜劇場版・新参者〜（2012年1月28日、東宝） - 金森登紀子 役
  - 祈りの幕が下りる時（2018年1月27日公開、東宝）
- 種まく旅人〜みのりの茶〜（2012年、ゴー・シネマ） - 森川みのり 役
- 夢売るふたり（2012年、アスミック・エース エンタテインメント） - 棚橋咲月 役
- 王妃の館（2015年4月25日、東映） - 朝霧玲子 役
- 葛城事件（2016年6月18日、ファントム・フィルム） - 星野順子 役[12]
- 嫌な女（2016年6月25日、松竹） - 敬介の妻 役
- 幼な子われらに生まれ（2017年8月26日、ファントム・フィルム） - 主演・田中奈苗 役 [13]
- おもてなし（2018年3月3日、松竹） - 主演・梨花 役[14]
- 犬部!（2021年7月22日、KADOKAWA） - 門脇光子 役
- 福田村事件（2023年9月1日、太秦） - 澤田静子 役[15]
- 愛のゆくえ（2024年3月1日、パルコ） - 須藤由美 役[16]
- 青春ジャック 止められるか、俺たちを2（2024年3月15日、若松プロダクション）[17]
- カーリングの神様（2024年11月8日、ラビットハウス） - 江藤真紀 役[18][19]
- 雪風 YUKIKAZE（2025年8月15日、ソニー・ピクチャーズ エンタテインメント / バンダイナムコフィルムワークス） - 寺澤志津 役[20]
- ストロベリームーン 余命半年の恋（2025年10月17日公開予定、松竹） - 桜井美代子 役[21][22]
- ナイトフラワー（2025年11月28日公開予定、松竹） - 星崎みゆき 役[23]

### テレビドラマ
- Over Time-オーバー・タイム 第5話 - 第7話（1999年、フジテレビ） - 車椅子の少女・神谷利奈 役
- 美顔（2005年、中国語：爱在左，情在右、ホームドラマチャンネル） - 主演・陳美顔 役
- 猟奇的な彼女（2008年4月 - 6月、TBS） - 高見凛子 役
- 24時間テレビスペシャルドラマ にぃにのことを忘れないで（2009年8月29日、日本テレビ） - 天宮詩織 役
- 派遣のオスカル〜『少女漫画』に愛をこめて（2009年8月 - 10月、NHK） - 主演・三沢勝子 役
- 世にも奇妙な物語 20周年スペシャル・秋 〜人気作家競演編〜 「はじめの一歩」 （原作：万城目学、2010年10月4日、フジテレビ） - 坂本みさき 役
- 新春ドラマ特別企画「赤い指〜『新参者』加賀恭一郎再び!」（2011年1月3日、TBS） - 金森登紀子 役
- 24時間テレビスペシャルドラマ 生きてるだけでなんくるないさ（2011年8月20日、日本テレビ） - 石嶺美香 役
- 大河ドラマ（NHK）
  - 平清盛（2012年1月 - 12月） - 由良御前 役
  - 花燃ゆ 第28回 - （2015年7月12日 - ） - 毛利安子 役[24]
- 宮部みゆき・4週連続 “極上”ミステリー 第二夜 スナーク狩り（2012年5月14日、TBS） - 関沼慶子 役
- プレミアムドラマ 恋愛検定 第1話（2012年6月、NHK BSプレミアム）[25] - 辻恵理子 役
- 東野圭吾ミステリーズ 第1話「さよならコーチ」（2012年7月5日、フジテレビ） - 望月直美 役
- 金曜ロードSHOW!特別ドラマ企画 家族、貸します 〜ファミリー・コンプレックス〜（2012年7月27日、日本テレビ） -  小橋紅子 役
- プレミアムドラマ 歩く、歩く、歩く〜四国 遍路道〜（2013年1月20日、NHK松山放送局制作・NHK BSプレミアム）[26][27] - 主演・葉山美砂 役
- プレミアムよるドラマ ラスト・ディナー 第1夜「また逢える日」（2013年3月9日、NHK BSプレミアム） - 主演・ユカ 役
- ドラマ10 激流〜私を憶えていますか?〜（2013年6月 - 8月、NHK） - 主演・三隅圭子 役
- 松本清張スペシャル・顔（2013年10月3日、フジテレビ） - 瀬川真奈美 役
- 連続ドラマW LINK（2013年10月6日 - 11月3日、WOWOW） - 石川亜紀 役
- スペシャルドラマ 恋（2013年12月16日、TBS） - 片瀬雛子 役
- プレミアムドラマ ダンナ様はFBI〜愛のミッション〜（2014年5月11日、NHK BSプレミアム） - 主演・美絵 役
- プレミアムよるドラマ 徒歩7分（2015年1月6日 - 2月24日、NHK BSプレミアム） - 主演・黒崎依子 役
- 美しき罠〜残花繚乱〜（2015年1月 - 3月、TBS） - 主演・西田りか 役
- 赤と黒のゲキジョー 三面記事の女たち -愛の巣-（2015年2月20日、フジテレビ） - 主演・長谷部章子 役
- ドラマ10 愛おしくて（2016年1月12日 - 3月1日、NHK） - 主演・小夏 役[28]
- 特集ドラマ 最後の贈り物（2016年5月3日、NHK） - 主演・藤木沙奈 役[29]
- 忠臣蔵の恋〜四十八人目の忠臣〜（2016年9月 - 2017年2月、NHK総合） - 亜久利 役[30]
- オトナの土ドラ 真昼の悪魔（2017年2月4日 - 3月25日、東海テレビ・フジテレビ系） - 主演・大河内葉子 役[31]
- アキラとあきら（2017年7月 - 9月、WOWOW） - 北村亜衣 役
- 時空超越ドラマ＆ドキュメント 美子伝説（2018年1月2日、NHK BSプレミアム） - 美子皇后 役
- ぬけまいる〜女三人伊勢参り（2018年10月27日 - 12月22日、NHK） - 主演・お蝶 役[32]
- 宮崎発地域ドラマ「ひなたの佐和ちゃん、波に乗る!」(2019年9月11日、NHK BSプレミアム) - 是澤佳子 役[33]
- ドラマスペシャル 最上の命医2019（2019年10月2日、テレビ東京） - 多岐川菜月 役
- ノースライト（2020年12月、NHK総合。全2回） - 岡嶋八栄子 役
- 軍港の子 〜よこすかクリーニング1946〜（2023年8月10日、NHK総合） - 小川良枝 役[34]
- ギフテッド Season1（2023年8月12日 - 10月1日、東海テレビ・フジテレビ） - 四鬼舞歌 役[35]
  - ギフテッド Season2（2023年10月14日 - 12月2日、WOWOW）[36]
- NHKスペシャル“宗教２世”を生きる ドラマ編「神の子はつぶやく」（2023年11月3日、NHK総合） - 木下愛子 役[37]
- いちばんすきな花 第7話 -（2023年11月23日 - 、フジテレビ） - 志木美鳥 役[38]
- 連続テレビ小説 ブギウギ（2024年、NHK） - ラクチョウのおミネ 役[39]
- VRおじさんの初恋（2024年4月1日 - 5月23日、NHK総合） - 芦原飛鳥 役[40]

### その他テレビ番組
- ぬけまいると伊勢旅完全ガイド (2018年12月9日、NHK総合)
- 新美の巨人たち（2019年4月 - 、テレビ東京） - Art Traveler

### 配信ドラマ
- 電撃婚〜perfume of love〜 （2010年8月1日配信開始、BeeTV）
- 上下関係（2021年7月30日より全10話配信、LINE NEWS VISION）- 本田春子 役[41]
- あなたに聴かせたい歌があるんだ（2022年5月20日配信開始、Hulu） - 望月かおり 役[42]
- ワンダーハッチ -空飛ぶ竜の島-（2023年12月20日配信予定、Disney+ Star） - ハナ 役[43]

### ラジオドラマ
- FMシアター（NHK-FM）
  - 『オーバーライト』（2025年2月22日） - 主演・結衣 役[44]

### 舞台
- 思い出トランプ （2008年10月10日 - 19日、青山円形劇場、ONEOR8プロデュース、原作：向田邦子） - 主演・英子 役
- おくりびと （2010年5月29日 - 6月6日、赤坂ACTシアター） - 小林美香 役
- 交響劇 船に乗れ! （2013年12月13日 - 12月21日、東急シアターオーブ） - 北島礼子 役
- 劇団☆新感線「髑髏城の七人」 Season風（2017年9月15日 - 11月3日、IHIステージアラウンド東京） - 極楽太夫 役[45]

### アニメ
- FLAG（2006年6月 - 9月、バンダイチャンネル） - 白州冴子役[46]

### ラジオ
- モノが語る世界の歴史（2015年4月6日 - 、NHKラジオ第一） - ナビゲーター[47]
- 田中麗奈の'98ガールズポップベスト10（1998年12月26日、ニッポン放送）
- ニッポン放送・田中麗奈のがんばっていきまっしょい（1999年1月2日、ニッポン放送）
- 田中麗奈ハートをあげるっ♡（1999年4月2日 - 2004年、ニッポン放送）
- 第28回ラジオ・チャリティー・ミュージックソン（2002年12月24日、ニッポン放送） - メインパーソナリティ
- 田中麗奈のSUNTORY MUSIC ARENA（2002年4月 - 2003年9月、TOKYO FM）
- キュレーターズ～マイスタイル×ユアスタイル～（2018年4月 - 、TOKYO FM）

### PV
- メレンゲのシングル『underworld』 （2006年11月22日）

本作のジャケット写真にも田中麗奈の顔のアップが使用されている。さらに、本作には田中麗奈による朗読が収録されている。
- 松任谷由実「I Love You」

### CM
レイ・ワールド時代
- 熊本ヴィラパークホテル （CMデビュー作、詩を朗読するという内容）
- NTT西日本 「DENPO 115 （お祝い篇）」 （1996年。当時中学3年生。ただし声は吹き替え）
- 九州電力
- 熊本ビブレ （デパート）
- 大分トキハデパート 「バレンタインフェア」（「私にチョコを貰おうなんて10年早い!」というセリフで出演）
- 新天町地下FAVO （ポスターにも登場）
- 熊本・鶴屋百貨店
- アステル九州 （「中原まい」という役名で出演）
- 西日本アカデミー
- きものの蝶屋 （久留米市の呉服店。広告にも登場）
- トヨタカローラ大分
- 出田眼科網膜研究所 （熊本市呉服町にある眼科医院）
- 株式会社ハンナ（1999年からはルイザプロハンナ）「ハンナシャンプー」 （1997年、コギャルの格好でオジサンの頭を洗うという内容）

テンカラット時代
- JR東日本 「TRAiNG」（1998年3月10日 - 1999年、関東地区のみの放送）
- 味の素 「ほんだし」 樹木希林と共演（1998年8月 - 2005年）
- サントリー
  - 「なっちゃん」（1998年 - 2001年、2005年）
    - 『舞台篇 / 映画篇』（1998年3月21日 - ） - 加賀まりこと共演
    - 『高校野球篇』（1999年3月20日 - ）
    - 『連ドラ篇』（1999年6月5日 - ） - えなりかずきと共演
    - 『初恋篇』（1999年9月1日 - ） - 金子統昭と共演
    - 『振り返る篇』（2000年2月19日 - ）
    - 『つぶやく（はちみつレモン）篇』（2000年9月2日 - ）
    - 『頼み事（りんご）篇』（2001年3月17日 - ）
    - 『泣き所（りんご）篇』（2001年4月1日 - ）
    - 『さぐり合い篇』（2001年6月9日 - ）
    - 『改 ケンカ篇』（2001年9月1日 - ）
    - 『なっちゃん帰る篇』（2005年3月15日 - ） - 加瀬亮&中村優子と共演
    - 『なっちゃん働く篇』（2005年4月2日 - ） - 加瀬亮と共演

  - 「BOSS・HG」（2002年1月1日 - ）
    - 『<episode12>新春篇』（2001年10月17日 - ） - 永瀬正敏&布袋寅泰&樹木希林&岸本加世子と共演
- フジカラー・フィルム （1999年 - 2000年） - 荒井注を含めたザ・ドリフターズと共演
- サントリー 「スーパーチューハイ」 （2002年 - ）
  - 『浴室白桃篇』（2002年3月22日 - ）
  - 『浴室5本篇』（2002年3月22日 - ）
- サントリー 「モルツ」（2003年 - ）
  - 『樽生達人篇』（2003年2月15日 - ） - 原田泰造&アニマル浜口と共演
  - 『出張樽生達人篇』（2003年7月26日 - ） - 原田泰造&アニマル浜口と共演
- 富士写真フイルム （1998年4月13日 - 2004年） - 香港でも放送された
- NTTドコモ九州 （1999年2月10日 - 2003年）
- ライオン 「植物物語」（1999年3月18日 - 2003年）
- 朝日新聞（1999年3月 - ）
- 富士通 「FMV」（1999年5月 - 2000年） -  高倉健と共演
- 江崎グリコ 「ポッキー」 （1999年9月 - ）
- 第一生命 （1999年9月27日 - 2004年） - 第一でナイト（初代） 役
- レオパレス21 （2001年 - 2003年）
- ボシュロム・ジャパン 「メダリスト」 （2001年3月26日 - 2003年）
- 森永乳業 「アロエヨーグルト」 （2001年4月 - 2004年）
- 出光興産 （2001年4月 - 2003年）
- LION 「ホワイト&ホワイト プライム」（2003年 - ）
- 資生堂 「プラウディア」 （2004年 - ）
- ダイハツ 「BOON」（2005年 - ）
- 武田薬品工業 「新アリナミンA、アリナミンA」 （2005年 - ）
- 資生堂 「TSUBAKI」 （2006年 - ）
- ゴールドクレスト「タワー・マンション」 （2007年 - ）
- 大塚製薬
  - 「フルーツ大豆バー・SOYJOY」 豊川悦司と共演（2007年6月9日 - ）
    - 『大豆な言い訳（女性）篇』 （2007年6月9日 - ）
    - 『大豆な言い訳（男性）篇』 （2007年7月 - ）
    - 『勝手に読唇術篇』 （2007年8月 - ）

  - SOYJOY・プルーン Feプラス
    - 『勝手に会話参加篇』 （2007年10月6日 - ）
    - 『暴食自慢篇』 （2007年12月8日 - ）
    - 『勝手に会議中継篇』 （2008年2月2日 - ）
    - 『女優とマネージャー篇』 （2008年3月1日 - ）
    - 『プラス思考篇』 （2008年9月17日 - ）

  - SOYJOY・ストロベリー
    - 『いちご娘篇』 （2008年4月5日 - ）
    - 『これからは低GI篇』 （2008年6月13日 - ）

  - SOYJOY・オレンジ 葉酸プラス
    - 『世界的女優篇』 （2008年10月4日 - ）
    - 『女優と社長篇』 （2009年1月17日 - ）

  - SOYJOY・バナナ Caプラス
    - 『明日のバナナ篇』（2009年4月1日 - ） - 豊川悦司&薬師丸ひろ子と共演
- トヨタ自動車 「ヴィッツ」 リラックマと共演
  - 『リラックス篇』 （2008年9月26日 - ）
  - 『サボテン篇』 （2009年9月 - ）
- ニッセン （2009年4月 - ）
- 舞台『おくりびと』 （2010年1月 - ） - 中村勘太郎と共演
- 森永乳業 「リプトン エクストラショット」 『ジェンガ篇』 （2010年5月12日 - ）
- ハウス食品
  - 「完熟トマトのハヤシライスソース」 （2011年5月 - ）
  - 「うまかっちゃん」『田中麗奈登場編』（2014年8月4日 - ）
- サッポロビール「プレミアムアルコールフリー」
  - 筧利夫との共演作
    - 『ノンアルはここまで来た夏篇』 （2011年7月13日 - ）
    - 『ノンアルはここまで来た冬篇』 （2011年11月30日 - ）

  - 宮川大輔との共演作
    - 『縁側でいただいちゃいます篇』（2012年2月 - ）
    - 『会議でいただいちゃいます篇』（2012年2月 - ）
    - 『後味までこだわり篇』（2012年2月 - ）
    - 『新しくなりましたね篇』（2012年2月 - ）
    - 『プレミアムアルコールフリーブラック誕生篇』（2012年5月 - ）
- 花王「ピュオーラ」（2013年9月 - ）
  - 『新しくなった洗口液篇』（2013年9月23日 - ）
  - 『新しくなったハミガキ篇』（2013年9月23日 - ）
  - 『歯みがきシート新発売!篇』（2013年9月23日 - ）
- 日本和装 「行こうよ、和服で。」[48][49]
  - 登場篇・展開篇（2015年1月 - ）戸田恵子と共演
- 花王「メリット」
  - 『夏を洗え!篇』（2017年6月 - ）吉沢悠と共演
- Coo&RIKU
  - 『キミと(何倍も幸せ)篇』（2022年4月 - ）[50]
- ACジャパン「つける気持ち」（2025年7月 - ）

### 広告モデル
- NICOLE CLUB （1999年度まで）
- GOLDWIN ウェアカタログ （2000年 - 2003年）
- 政府広報 「インパク（インターネット博覧会）」 （2000年3月5日の新聞全面広告に掲載）
- 日本ジュエリー協会 「第17回ジュエリーデー・キャンペーン」イメージリーダー （2002年11月11日 - 2003年11月10日）
- ニッセン （2009年4月 - ）

## 受賞歴

### 映画
- 1998年度
  - 第22回山路ふみ子映画賞 新人女優賞（『がんばっていきまっしょい』）[51]
  - 第23回報知映画賞 新人賞（『かんばっていきまっしょい』）
  - 第20回ヨコハマ映画祭 最優秀新人賞（『がんばっていきまっしょい』）[52]
  - 第72回キネマ旬報ベスト・テン 新人女優賞（『がんばっていきまっしょい』）
  - 第24回おおさか映画祭 新人賞（『がんばっていきまっしょい』）
  - 第53回毎日映画コンクール スポニチグランプリ新人賞（『がんばっていきまっしょい』）
  - 第41回ブルーリボン賞 新人賞（『がんばっていきまっしょい』）
  - 第22回日本アカデミー賞 新人俳優賞（『がんばっていきまっしょい』）[53]
  - 第8回日本映画批評家大賞 新人賞（『がんばっていきまっしょい』）
  - 第8回東京スポーツ映画大賞 新人賞（『がんばっていきまっしょい』）
  - 第8回日本映画プロフェッショナル大賞 主演女優賞（『がんばっていきまっしょい』）
  - 第36回ゴールデン・アロー賞 新人賞（映画）
- 2000年度
  - 第10回日本映画プロフェッショナル大賞 主演女優賞（『はつ恋』）
  - 第24回日本アカデミー賞 優秀主演女優賞（『はつ恋』）
- 2001年度
  - 第16回高崎映画祭 最優秀主演女優賞（『東京マリーゴールド』）
- 2017年度
  - 第41回山路ふみ子映画賞 女優賞（『幼な子われらに生まれ』）[54][55]
  - 第42回報知映画賞 助演女優賞（『幼な子われらに生まれ』）[56]
  - 第91回キネマ旬報ベスト・テン 助演女優賞（『幼な子われらに生まれ』）[57][58]
  - 第53回毎日映画コンクール 女優助演賞（『幼な子われらに生まれ』）[59]
  - おおさかシネマフェスティバル2018 助演女優賞（『幼な子われらに生まれ』）[60]
  - 第22回日本インターネット映画大賞 助演女優賞（『幼子われらに生まれ』）

### テレビドラマ
- 1999年
  - 第20回ザテレビジョンドラマアカデミー賞 新人俳優賞（『Over Time-オーバー・タイム』）[61]

### その他
- 1999年
  - 第39回ACC CMフェスティバル 特別賞（タレント賞）（九州移動通信網（株）「ケイタイ生活促進」､味の素（株）｢ほんだしかつおだし」）
  - 第14回DVD&ビデオで〜た大賞 ベスト・タレント賞部門 女優賞
- 2008年
  - 第48回ACC CM FESTIVAL 特別賞（ベスト演技）（大塚製薬（株） 「SOYJOY」）
- 2009年
  - 第17回大韓民国文化芸能大賞 海外特別賞

## 書籍・映像
- ユメオンナ（2005年7月29日、講談社）ISBN 978-4062130165 - 初のエッセイ

写真集
- 伊予東高校女子ボート部漕艇日誌―映画「がんばっていきまっしょい」フォトブック（1998年9月、ワニブックス、編集：佐々木淳、アルタミラピクチャーズ）ISBN 978-4847025044
- rena@19（1999年7月30日、ワニブックス、撮影：根本好伸）ISBN 978-4847025419
- はつ恋 メモリアル・フォト・ブック（2000年3月、角川書店、撮影：Kazutaka Nakamura）ISBN 978-4048531955
- 鋤田正義画像集『波』―好きという思いをひもとく数十篇の小文とともに（マーブルブックス）（2001年2月1日、マーブルトロン、撮影：鋤田正義）ISBN 978-4123900331
- La Strada（2000年9月14日、集英社、撮影：塚田和徳）ISBN 978-4087803150
- 好きMEMORIAL PHOTOBOOK 田中麗奈―第一回クリックシネマ配信作品（2001年1月、音楽専科社、撮影：中村和孝）ISBN 978-4872790580
- 田中麗奈in DSG（ドラッグストア・ガール）（カドカワムック〈No.194〉）（2004年2月、角川書店、撮影：中村和孝）ISBN 978-4047215061

映像
- たなか、れな。はつ恋の記憶。 （1999年12月17日、ポニーキャニオン）